# Scotopteryx paradoxa
Scotopteryx paradoxa är en fjärilsart som beskrevs av Edward Alfred Cockayne 1946. Scotopteryx paradoxa ingår i släktet backmätare, och familjen mätare. Inga underarter finns listade.